# Guido d'Ivrea
Guido d'Ivrea (940 – 25 giugno 965) fu marchese d'Ivrea dal 951 alla morte.

## Biografia
Figlio dell'Anscaride Berengario II d'Ivrea, marchese d'Ivrea e re d'Italia, e della Bosonide Willa III d'Arles, figlia del conte d'Avignone e d'Arles e margravio di Toscana Bosone VI di Provenza, e di Willa II di Borgogna, figlia del re di Borgogna della stirpe dei Vecchi Welfen Rodolfo I e di Willa di Provenza. Guido era inoltre fratello di Adalberto II e Corrado, venne investito della marca d'Ivrea dopo la salita al trono del padre e del fratello Adalberto al trono d'Italia.
Combatté con Berengario ed Adalberto contro l'imperatore Ottone I di Sassonia. Berengario ed Adalberto nel 963, dopo una strenua resistenza si ritirarono presso la fortezza di San Leo. Berengario venne catturato e Adalberto fuggì a Fraxinetum nel sud della Francia che a quel tempo era sotto il dominio saraceno. Da lì raggiunse la Corsica.
Anche la moglie di Berengario, Willa (che nel frattempo si era asserragliata nella fortezza del lago d'Orta), venne catturata e con il marito trasferita a Bamberga dove morirono.
Nel 964 Adalberto tornò in Italia e con l'aiuto di Guido e Corrado, cercò di riappropriarsi della corona.

Nel 965 in seguito agli scontri con l'esercito svevo guidati dal duca di Svevia Bucardo III, Guido rimase ucciso ed Adalberto si ritirò definitivamente in Borgogna.

## Ascendenza
|                       |                 |                       | Genitori                 |  |  | Nonni |  |  | Bisnonni   |  |  | Trisnonni           |  |
|                       |                 |                       |                          |  |  |       |  |  | Anscario I |  |  | Amedeo di Langres ? |  |
|                       |                 |                       |                          |  |  |       |  |  | Anscario I |  |  | Amedeo di Langres ? |  |
|                       |                 | …                     |                          |  |  |       |  |  | Anscario I |  |  |                     |  |
| Adalberto I d'Ivrea   |                 |                       |                          |  |  |       |  |  | Anscario I |  |  |                     |  |
|                       |                 | …                     | …                        |  |  |       |  |  |            |  |  |                     |  |
|                       |                 | …                     | …                        |  |  |       |  |  |            |  |  |                     |  |
|                       |                 | …                     | …                        |  |  |       |  |  |            |  |  |                     |  |
| Berengario II d'Ivrea |                 | …                     |                          |  |  |       |  |  |            |  |  |                     |  |
|                       |                 | Berengario del Friuli | Eberardo del Friuli      |  |  |       |  |  |            |  |  |                     |  |
|                       |                 | Berengario del Friuli | Eberardo del Friuli      |  |  |       |  |  |            |  |  |                     |  |
|                       |                 | Berengario del Friuli | Gisella                  |  |  |       |  |  |            |  |  |                     |  |
| Gisla del Friuli      |                 | Berengario del Friuli |                          |  |  |       |  |  |            |  |  |                     |  |
|                       |                 | Bertila di Spoleto    | Suppone II               |  |  |       |  |  |            |  |  |                     |  |
|                       |                 | Bertila di Spoleto    | Suppone II               |  |  |       |  |  |            |  |  |                     |  |
|                       |                 | Bertila di Spoleto    | Berta                    |  |  |       |  |  |            |  |  |                     |  |
| Guido d'Ivrea         |                 | Bertila di Spoleto    |                          |  |  |       |  |  |            |  |  |                     |  |
|                       | Tebaldo d'Arles | Uberto del Vallese    |                          |  |  |       |  |  |            |  |  |                     |  |
|                       | Tebaldo d'Arles | Uberto del Vallese    |                          |  |  |       |  |  |            |  |  |                     |  |
|                       | Tebaldo d'Arles | …                     |                          |  |  |       |  |  |            |  |  |                     |  |
| Bosone d'Arles        | Tebaldo d'Arles |                       |                          |  |  |       |  |  |            |  |  |                     |  |
|                       |                 | Berta di Lotaringia   | Lotario II di Lotaringia |  |  |       |  |  |            |  |  |                     |  |
|                       |                 | Berta di Lotaringia   | Lotario II di Lotaringia |  |  |       |  |  |            |  |  |                     |  |
|                       |                 | Berta di Lotaringia   | Waldrada di Wormsgau     |  |  |       |  |  |            |  |  |                     |  |
| Willa III d'Arles     |                 | Berta di Lotaringia   |                          |  |  |       |  |  |            |  |  |                     |  |
|                       |                 | Rodolfo I di Borgogna | Corrado II di Borgogna   |  |  |       |  |  |            |  |  |                     |  |
|                       |                 | Rodolfo I di Borgogna | Corrado II di Borgogna   |  |  |       |  |  |            |  |  |                     |  |
|                       |                 | Rodolfo I di Borgogna | Waldrada                 |  |  |       |  |  |            |  |  |                     |  |
| Willa II di Borgogna  |                 | Rodolfo I di Borgogna |                          |  |  |       |  |  |            |  |  |                     |  |
|                       |                 | Willa di Provenza     | Bosone I di Provenza     |  |  |       |  |  |            |  |  |                     |  |
|                       |                 | Willa di Provenza     | Bosone I di Provenza     |  |  |       |  |  |            |  |  |                     |  |
|                       |                 | Willa di Provenza     | …                        |  |  |       |  |  |            |  |  |                     |  |
|                       |                 | Willa di Provenza     |                          |  |  |       |  |  |            |  |  |                     |  |